# Elliott-Passage
Die Elliott-Passage ist eine Meerenge in der Gruppe der Adelaide- und Biscoe-Inseln vor der Westküste der Antarktischen Halbinsel. Sie verläuft in nordost-südwestlicher Richtung und trennt die Südostküste der Adelaide-Insel von der Jenny-Insel.
Das UK Antarctic Place-Names Committee benannte sie 1984 nach Kapitän Christopher Robert Elliott (* 1945), ab 1975 Schiffsführer des Forschungsschiffs RRS John Biscoe.